# Plants vs. Zombies: Garden Warfare
Plants vs. Zombies: Garden Warfare è un videogioco sparatutto in terza persona, sviluppato da PopCap Games e pubblicato da Electronic Arts per PlayStation 3, PlayStation 4, Xbox 360, Xbox One e Microsoft Windows. Si tratta di uno spin-off della serie Plants vs. Zombies.

## Modalità di gioco
Il gioco è esclusivamente in modalità multigiocatore, con partite online fino a 24 giocatori o in splitscreen, quest'ultima a 2 o 4 giocatori. Il giocatore può controllare personaggi della fazione piante o quella della fazione zombie, ognuna delle quali è dotata di una propria classe di combattimento, armi e abilità.
Entrambi i team sono composti da 4 classi, e ogni classe dispone di molte varianti, ottenibili comprando pacchetti di figurine utilizzando monete ottenute durante le proprie partite.
Piante: sparasemi base,sparasemi focosa,sparasemi gelata,sparasemi tossica,sparasemi commando,sparasceriffo,agente sparasemi,sparasemi al plasma e sparabacche.
La classe Sparasemi è per l'assalto in prima linea,spara dei grossi semi con aspetto e funzioni diverse da una variante e l'altra e come abilità può lanciare un fagiolo esplosivo o uno che fa più danni ma richiede più tempo per esplodere,la cafeina,che aumenta salto e velocita del tuo personaggio o una che aumenta di molto solo il salto,ed infine una mitragliatrice piantata sul terreno che spara 50 o 100 colpi a 360 gradi.
masticazombi base,masticazombi focosa,masticazombi tossica,cosa masticosa,masticazombi turbo,masticazombi corazzata,masticadracula,masticazombi elettrica e masticazombi chester.
La classe masticazombi è la classe corpo a corpo,con molta salute,a scapito della sua velocità,danneggia a corto raggio con vari tipi di morsi e spray che differenziano di variante in variante.
Come abilità possiede: Appiccicume,con 3 varianti diverse appiccica e danneggia gli zombi impedendone il movimento,Rovo,con 3 varianti ognuna differente danneggia e blocca gli zombi mimetizzandosi sul terreno ed infine 2 abilità sottoterra che ti permettono,a diverse velocità,di andare nel sottosuolo per poi ingoiare uno zombi da sotto.
girasole base,girasole focoso,girasole petallaro,farasole,fiore mistico,fiore alieno,fiore ombroso e girasole elettrico.
I girasoli sono la classe curatrice,hanno poca vita e sparano una raffica di colpi di vario genere,rianimano gli alleati 2 volte più velocemente.
Come abilità hanno a disposizione: bagliore curatore,un raggio che cura gli alleati,ne esiste anche una versione arcobaleno,raggio solare,ti pianti nel terreno e spari un raggio a 360 gradi a ogni zombi vicino,ne esiste anche una versione più macchinosa ma più precisa ed infine un fiore che cura te e alleati nelle vicinanze,ne esiste anche una variante che spara laser piuttosto potenti ai nemici.
cactus base,cactus bandito,cactus focoso,cactus gelato,cactus elettrico,cactus citrico,cactus futuristico,cactus di giada e cactus mimetico.
La classe cecchino,il cactus.
Il cactus spara proiettili generalmente a lunga distanza,con una lunga ricarica ma ad alto danno e perdono precisione più proiettili vengono sparati.
Il cactus dispone di: un Drone d'aglio con pochissima vita ma che può sparare raffiche di colpi e attacchi aerei al mais dall'alto,con anche una versione più in salute ma meno precisa che può lanciare una solo pannocchia di mais esplosiva,ma ogni 4 secondi,dei tuberi che funzionano come mine anti uomo,con anche una versione meno potente ma più disponibile ed infine una barriera di noci per protezione,con anche una variante più resistente ma meno larga.
Zombie: fante base,centurione,truppa artica,super commando,ranger mimetico,generale supremo ,soldato dei cieli e corazziere.
Il fante è la classe zombi per l'assalto,spara con una specie di mitragliatrice (o anche altri tipi di armi,dipende dalla variante)
Possiede le seguenti abilità: ZPG,un razzo che fa danni enormi,con anche una versione multipla ma meno potente,Jet Pack,un razzo per salire in posti alti,con anche una versione orizzontale,e per ultima la nube fetida zombi,una bomba a gas con anche una versione più danneggiante.
ingegnere base,elettricista,idraulico,meccanico,imbianchino,giardiniere paesaggista,perito netturbino e saldatore.
L'ingegnere è la classe di supporto,spara con vari marchingegni da lavoro diversi per ogni variante.
Le sue abilità sono: martello pneumatico,ti permette di sfuggire ai sottoterra delle masticazombi,respingere le piante e andare molto veloce,ne esiste anche la versione turbo,ma che dura di meno,granta sonica,una granata stordente con anche la versione mina,e il drone zombot,un drone con pochissima vita che spara laser e bombe ai nemici,con anche una versione più resistente che spara pero un raggio unico e continuo e spata una sola bomba cono ma può farlo ogni 4 secondi,il drone doveva essere una torretta agli inizi dello sviluppo del gioco,ma è stato sostituito.
L'ingegnere può costruire dei teletrasporti in tombe e giardini,per permettere agli alleati di raggiungere più velocemente i giardini,il teletrasporto può essere munito di torrette laser,torrette mitra e torrette lanciarazzi.
scienziato base,fisico,chimico,dr. tossico,dr. chester,paleontologo,archeologo,biologo marino e astronauta.
Lo scienziato è la classe curatrice,munito di un fucile a pompa,ha poca vita ma riesce a rianimare 2 volte più velocemente.
Come abilità ha: 3 tipi di palle appiccicose,2 simili a granate adesive e 1 che cura in un colpo ogni alleato nelle vicinanze,3 tipi di teletrasporto,uno normale,uno che inflligge danni all'arrivo e uno che ti rende invisibile e invincibile per breve tempo e potendo manovrare il tuo teletrasporto,senza ovviamente usare armi o abilità,ha anche 3 tipi di stazioni curatrici,una comune,una che cura di più ma dura di meno e una molto resistente ma che cura lentamente.
fuoriclasse base,stelle del cricket,stella del baseball,stella delle parate,stella dell'hockey,stella del wrestling,stella del rugby,stella del golf.
Il fuoriclasse è la classe più resistente,spara con vari tipi di armi tipo minigun con molte munizioni ma bassa precisione.
È munito di: un tackle che danneggia ogni pianta nel suo raggio,con una versione più potente ma più lenta a caricarsi,uno scudo fantoccio,con anche una versione meno resistente ma piuttosto spammabile e uno zombolino che esplode se lanciato,con anche un versione,vestita di nero,con raggio e miccia più lunga.
La modalità boss è una classe a parte,senza varianti,disponibile sia per le piante che per gli zombi.
nelle piante sei nei panni del camper di Dave il Pazzo,protagonista della serie piante contro zombi.
negli zombi sei il camion-van del prof. Zomboss.
in questa modalità voli sopra la mappa e puoi raccogliere soli o cervelli per usare abilità come spiare il team avversario per 75,curare gli alleati per 100,bombardare i nemici per 250 e rianimare gli alleati allo stesso prezzo.
Le modalità disponibili sono:
- Eliminazione a squadre: modalità in cui i team si affrontano con lo scopo di eliminare 50 giocatori avversari. Rianimando i propri compagni caduti si ruberà un punto al team nemico.
- Tappetino di benvenuto: stesse regole della modalità "Eliminazione a squadre", con l'aggiunta del fatto che morendo svariate volte, si otterranno dei bonus di salute. Oggetti di personalizzazione, abilità e personaggi sbloccabili sono disabilitati.
- Tombe e giardini: modalità in cui le piante dovranno difendere delle zone (una alla volta) dall'assedio degli zombi.
- Gnomba: modalità in cui i team si contendono uno gnomo con una bomba, con lo scopo di piazzarlo e farlo esplodere sulle tombe o i giardini avversari. Il primo team che riesce a far esplodere le tombe o i giardini avversari vincerà la partita.
- Eliminazione confermata: stesse regole della modalità "Eliminazione a squadre", con l'aggiunta del fatto che non si otterrà un punto nel momento dell'eliminazione: per farlo si dovrà raccogliere una sfera che verrà generata sul giocatore eliminato. Si potrà fare la stessa cosa al contrario, ovvero raccogliere la sfera di un compagno eliminato: in questo modo si negherà la possibilità al team avversario di ottenere un punto.
- Suburbinazione: modalità in cui i team si contendono 3 piccole zone specifiche della mappa. Queste 3 zone faranno man mano ottenere punti al proprio team. L'obbiettivo e raggiungere il totale di 100 punti. Sarà possibile anche conquistare zone conquistate precedentemente dal nemico, per rimuovere la possibilità al team avversario di ottenere punti da quella zona e ottenerne il controllo. Se un team riuscirà a ottenere il controllo di tutte e tre le zone nello stesso momento, si attiverà la modalità "suburbination", che regalerà pian piano monete al team che ha il controllo di tutte e tre le zone.
- Banditi dei taco: modalità in cui il team delle piante dovrà difendere un taco dall'attacco del team degli zombi. Gli zombi avranno il compito di rubarlo per tre volte e portarlo nell'UFO. Se gli zombi non riusciranno a rubare tutti e 3 i taco, la vittoria andrà alle piante.
- Modalità mista: modalità in cui ogni partita avrà una modalità diversa, con la caratteristica che il limite massimo di giocatori non sarà 12 per team, ma 8.
- Tombe e giardini classico: stesse regole della modalità "Tombe e giardini". Oggetti di personalizzazione, abilità e personaggi sbloccabili sono disabilitati.
- Eliminazione a squadre classico: stesse regole della modalità "Eliminazioni a squadre" . Oggetti di personalizzazione, abilità e personaggi sbloccabili sono disabilitati.

 In più, una modalità chiamata Operazione Giardino, dove i giocatori potranno impersonare solo il ruolo delle piante. I giocatori dovranno difendere un giardino dall'assedio man mano più potente da parte degli zombie, comandati dalla I.A. La partita finisce quando tutti i giocatori vanno k.o. o il giardino subisce troppi danni ed esplode.
Giocando si guadagnano monete,se no acquistabili a pagamento, le monete si usano per comprare pacchetti,che contengono nuovi personaggi,personalizzazioni,aiutanti IA e molti altri consumabili.
Nell'album si possono vedere dati di gioco,personaggi che hai e altre statistiche.
Esistono pacchetti di vario prezzo,alcuni anche a tempo limitato,ognuno con le sue particolarità.
I personaggi chester sono nati da una collaborazione con il marchio di patatine "Cheetos"
Ci sono stati molti DLC dal rilascio del gioco,il Legend of the Lawn,lo Zomboss Down e altri.

## Sviluppo e presentazione
Il gioco è stato interamente sviluppato con il nuovo motore di gioco di Electronic Arts, il Frostbite 3 ed è stato rivelato per la prima volta durante l'E3 di Los Angeles, nel 2013, aggiudicandosi alla fine ben 10 premi tra cui miglior sparatutto e miglior gioco della fiera.